# 알리시아 모로 데 후스토

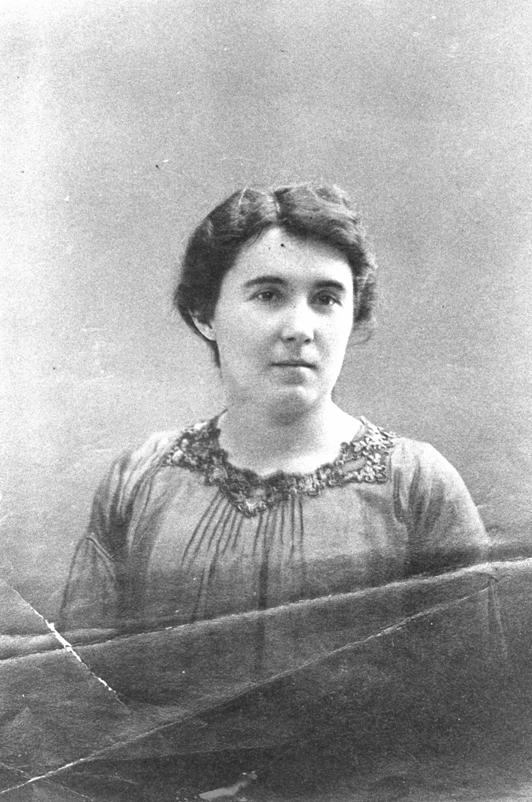

알리시아 모로 데 후스토(Alicia Moreau de Justo, 1885년 10월 11일 - 1986년 5월 12일)는 아르헨티나의 정치인, 평화주의자, 인권운동가, 의사다. 아르헨티나 사회주의 및 여성주의에서 지도적 인물이었다.